# Tonči
Tonči je moško osebno ime.

## Izvor imena
Ime Tonči je izpeljano iz imena Tone.

## Pogostost imena
Po podatkih Statističnega urada Republike Slovenije je bilo na dan 31. decembra 2007 v Sloveniji 15 oseb z imenom Tonči.

## Znani nosilci
- Tonči Žlogar, slovenski nogometaš
- Tonči Kuzmanić

## Osebni praznik
V koledarju je ime Tonči uvrščeno k imenu Anton.